# Fotografia di guerra
La fotografia di guerra è un genere fotografico sviluppatosi a partire dalla seconda metà del 1800 finalizzata tanto all'informazione quanto alla manipolazione dell'opinione pubblica mediante la documentazione tramite immagini dei numerosi conflitti che afflissero e affliggono tuttora il pianeta.
Il fotografo di guerra è un fotoreporter, che racconta le vicende della guerra per mezzo della fotografia.

## Ottocento

### Guerra di Crimea

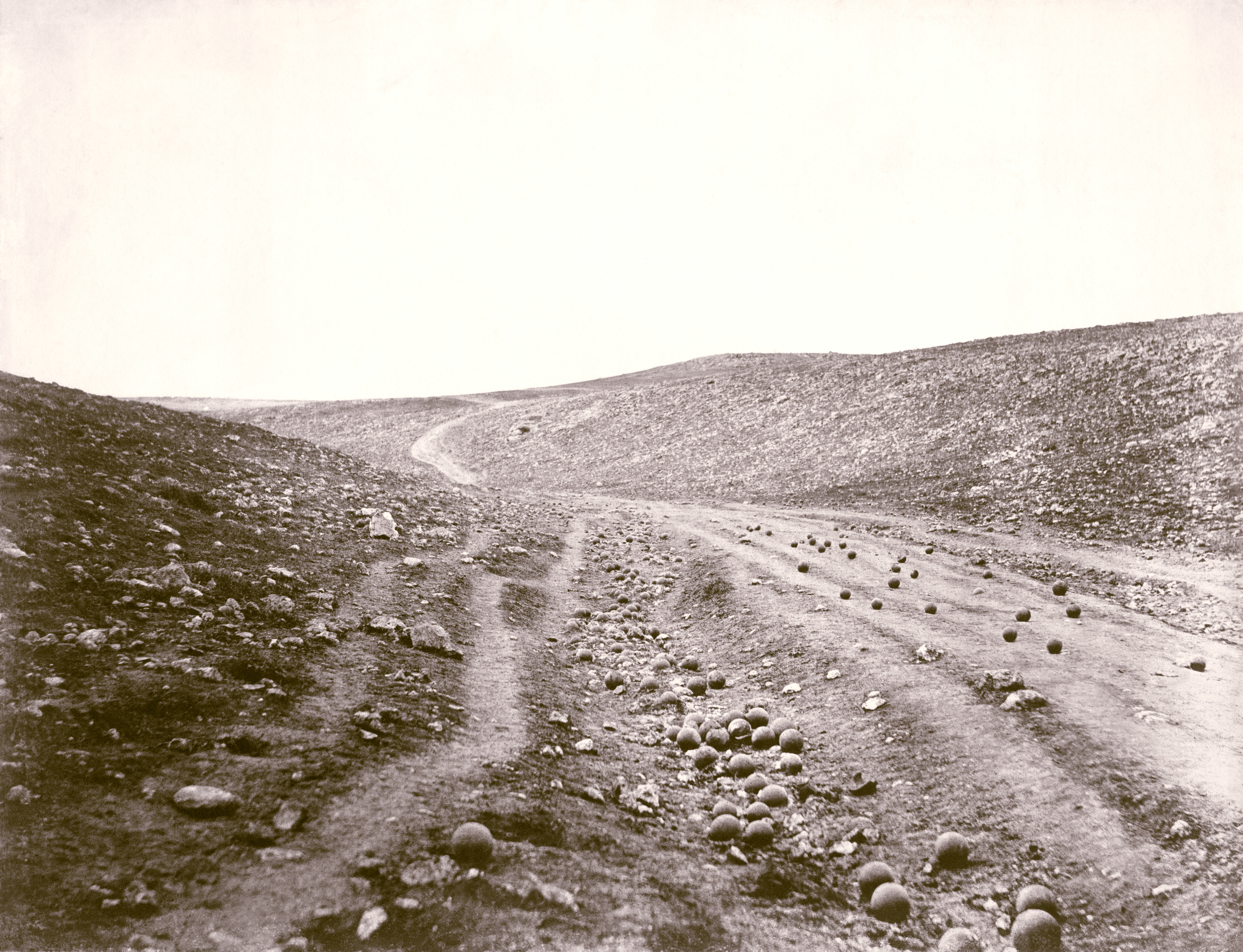
The valley of the shadow of death. Victoria and Albert Museum, Londra

La prima guerra ad essere raccontata tramite foto fu la guerra di Crimea da Carol Szathmari, che si combatté dal 4 ottobre 1853 al 1º febbraio 1856. Le fazioni schierate erano da una parte l'impero russo e dall'altra un'alleanza formata da Impero Ottomano, Francia, Regno di Sardegna e Regno Unito.
Roger Fenton nacque in Gran Bretagna nel 1829 e nel 1841 si stabilì a Parigi per studiare diritto; in questa città probabilmente conobbe Gustave La Grey, grazie al quale apprese le nuove tecniche fotografiche. Dopo aver studiato in Francia ed aver lavorato in Russia, fondò nel 1853 la Royal Photographic Society, per mezzo della quale ebbe l'occasione nell'anno successivo di ritrarre i componenti della famiglia reale inglese.
Nel 1854, grazie alla fama raggiunta in tutto il Regno Unito, fu nominato fotografo ufficiale della guerra di Crimea, nonché primo fotografo di guerra nella storia. Fenton ottenne un finanziamento da parte del Ministero della Guerra, dalla Corona e da un editore di libri illustrati sull'attualità, Thomas Agnew, e si fece costruire un carro fotografico capace di trasportare trentasei casse contenenti il materiale sensibile nonché le attrezzature da ripresa e da stampa; vi furono caricate circa 700 lastre al collodio e l'interno fu praticamente formato da una serie di camere oscure. In totale Fenton realizzò 360 fotografie.
Il taglio che Fenton dette alle sue immagini fu quello della documentazione di un'impresa militare per conto del governo che la promosse; decise quindi di immortalare nei suoi scatti i luoghi, i personaggi, le truppe senza però mostrare gli aspetti più tragici della guerra, in quanto il suo obiettivo era quello di rendere accettata e anche apprezzata la spedizione inglese in Crimea. Nonostante ciò l'intero reportage di Fenton fu ritenuto di grandissima importanza nella storia della fotografia poiché grazie ad esso il popolo inglese riuscì a farsi almeno una prima idea di come e dove vivevano i militari in guerra.
La foto più importante della raccolta fu intitolata The Valley of the Shadows of Death (La valle dell'ombra della morte) nella quale è rappresentata una valle ormai distrutta e deserta a causa della guerra e disseminata da palle di cannone. Questo luogo fu chiamato così perché proprio qui l'esercito britannico ebbe sovente la peggio contro quello russo.
Dunque Fenton volle provare come la sola rappresentazione di luoghi desolati e distrutti potesse comunque trasmettere fortemente gli orrori e gli strazi di una guerra senza che ci fosse bisogno di immagini di morte o di combattimenti.

### Guerra di Secessione

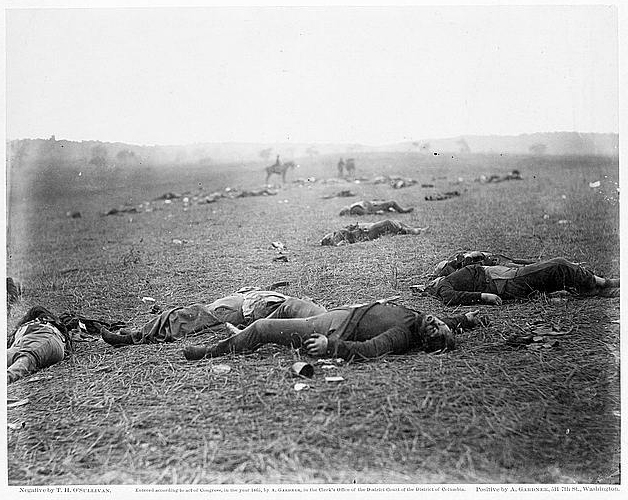
Harvest of Death

La guerra di Secessione fu documentata da Matthew Brady con l'aiuto di altri fotografi tra cui Alexander Gardner e Timothy O' Sullivan. Le loro immagini costituirono una svolta nella storia del foto-giornalismo, perché per la prima volta la guerra venne documentata più fedelmente anche con i corpi in primo piano.
Per documentare meglio la guerra, Timothy O' Sullivan apprese le tecniche fotografiche da Matthew Brady. Nonostante i mezzi fotografici fossero limitati, egli riuscì a sfruttarli al massimo e a potenziarne l’efficacia per la nitida rappresentazione degli esiti degli scontri.
“Harvest of Death” (“Messe di morte”) è il nome dello scatto che rappresentava al meglio lo stile del fotografo; il suo obiettivo non fu più quello di tralasciare gli aspetti tragici di un conflitto, ma al contrario di metterli in risalto per sottolineare la violenza della guerra.

#### Timothy O'Sullivan
Timothy O'Sullivan nacque nel 1840 e morì nel 1880 a New York. È considerato uno dei più grandi fotografi di guerra grazie soprattutto al suo reportage riguardante la guerra di secessione americana (12 aprile 1861 – 9 aprile 1865). Questo conflitto fu molto importante nella storia della fotografia in quanto fu il primo ad essere documentato in presa diretta (ovvero senza filtri di alcun tipo), dando così l'idea di che cosa fosse realmente una guerra e di cosa causasse.
Timothy O'Sullivan prese parte alla squadra, creata dal fotografo Mathew B. Brady (ca 1822-1896), che documentò questo scontro. Il suo reportage è composto da 44 fotografie che rappresentavano, più che lo svolgimento della guerra, gli esiti delle numerose battaglie combattute in territorio americano. Corpi senza vita in posizioni non affettate e luoghi resi irriconoscibili dalla guerra furono i soggetti prediletti da O'Sullivan e che lo resero uno dei più grandi fotografi di guerra mai esistiti.
Tra tutte una delle fotografie più apprezzate fu sicuramente Harvest of Death (Messe di morte) che scattò sul campo di battaglia di Gettysburg nel luglio del 1863 (dove fu combattuta una delle battaglie più sanguinose). Protagonisti di questa foto sono sicuramente i corpi ormai esanimi di numerosi soldati che giacciono come dimenticati in una prateria anch'essa logorata dalla guerra. Riguardo a questa foto Alexander Gardner, anche lui fotografo che fece parte della squadra inviata durante la guerra, nonché stretto amico di O'Sullivan, affermò: "Una immagine come questa ha una morale: mostra l'orrore assoluto e la realtà della guerra, in opposizione al suo apparato. Eccone i dettagli atroci. Che possano aiutare a impedire che una tale calamità si abbatta ancora sulla nazione".

### Stefano Lecchi
Stefano Lecchi, nato intorno al 1805 nel territorio tra Lecco e Milano e scomparso prima del 1863 era probabilmente parte dei protofotografi della Scuola Romana di Fotografia che utilizzando la tecnica del calotipo, la prima che permetteva di trarre stampe positive da un foglio di carta usato come negativo, ed eseguirono le più antiche vedute fotografiche di Roma.
La sua attività nella Capitale è attestata dal 1849 al 1859, anni in cui realizza vedute della città e il primo reportage di guerra sulle rovine causate dai combattimenti in difesa della Repubblica romana che, proclamata il 9 febbraio 1849, cadde dopo cinque mesi. Un’importante testimonianza sui luoghi dove Giuseppe Garibaldi e altri patrioti accorsi da tutta Italia avevano strenuamente difeso la città, assediata dal corpo di spedizione francese inviato a restaurare il potere papale.
Le preziose immagini realizzate da Lecchi agli albori della tecnica fotografica ebbero diffusione soprattutto in ambito garibaldino e conobbero un’immediata risonanza grazie alla loro traduzione incisoria che consentiva una più ampia divulgazione rispetto alle prime prove fotografiche

## Novecento

### Robert Capa

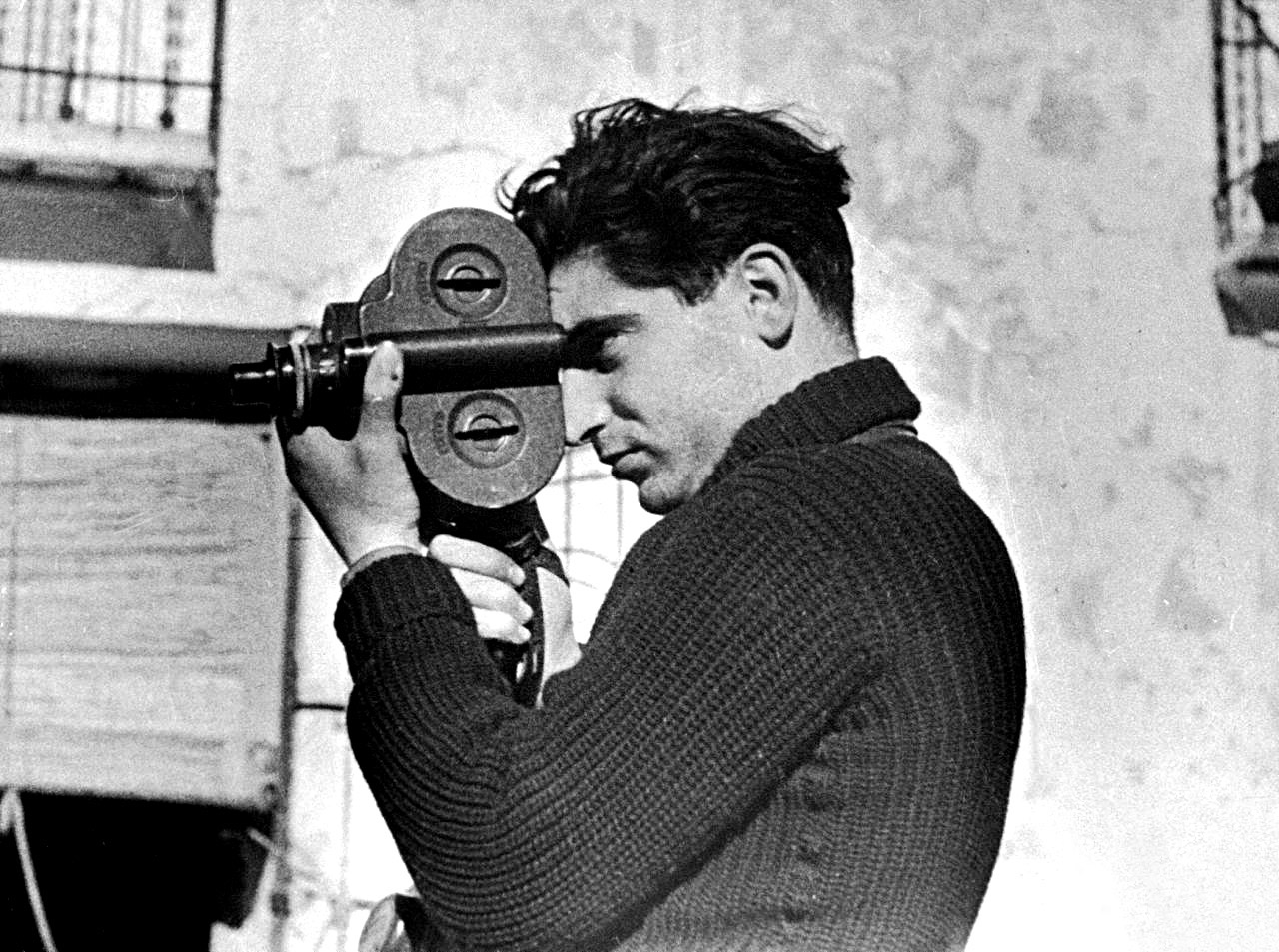
Robert Capa

Robert Capa è considerato da molti il più grande fotografo di guerra di tutti i tempi. Documentò quasi tutti i conflitti più grandi del '900 fino alla sua morte avvenuta il 25 maggio 1954 a causa di una mina anti-uomo. Molte furono le spedizioni di guerra a cui prese parte ma sicuramente due tra queste lo resero famoso: la Guerra civile spagnola e la seconda guerra mondiale.
Aveva solo 22 anni quando, nell'agosto del 1936, corse in Spagna per documentare in prima linea la Guerra civile spagnola. È proprio qui che realizzò la sua foto più celebre, quella che è alla base del suo mito. Nei dintorni di Cordoba, Capa riuscì a cogliere il momento esatto in cui un soldato venne colpito da una pallottola, stando dunque per cadere a terra esanime. La foto fu pubblicata nel settembre del 1936 dal settimanale francese Vu e successivamente da Life diventando così una delle icone del Novecento. La foto non fu però esente da aspre critiche che mettevano in dubbio la sua autenticità e naturalità a causa della sua perfezione. Nonostante diverse tesi a favore di questa ipotesi non è ancora possibile dire con certezza se la foto sia o no una messinscena creata dallo stesso Capa.
A partire dal 1939 Capa focalizzò tutta la sua carriera sulla rappresentazione di una delle guerre più sanguinarie mai avvenute nella storia: la seconda guerra mondiale. Infatti Capa realizzò molti servizi, sempre per conto di Life, a New York, in Messico (per fotografare la campagna presidenziale e le elezioni), in Inghilterra (per ritrarre le attività belliche degli alleati in Gran Bretagna), in Nord Africa e in Italia (raccontando mediante le sue foto le vittorie degli alleati in Sicilia e anche i conflitti dell'Italia continentale come ad esempio la liberazione di Napoli).
Il 1944 fu un anno importantissimo per la carriera di Capa; infatti, il 6 giugno di quell'anno sbarcò con il primo contingente delle forze armate americane in Normandia a Omaha Beach e realizzò diversi scatti che documentarono questo evento prima di svenire a causa della tensione.
Purtroppo alcune delle pellicole che contenevano parte delle fotografie furono rovinate irrimediabilmente durante la lavorazione in redazione. Scrisse infatti John Morris nel suo libro Robert Capa mi ha detto :
"Alle 18.30 circa di mercoledì sera, arrivò una chiamata da un porto sulla Manica: la pellicola di Capa era in arrivo. Dovreste averla fra un'ora o due gracchiò una voce lungo il filo, prima di essere coperta da una scarica elettrostatica. Verso le nove arrivò un fattorino ansimante con il pacchetto di Capa: quattro rullini di pellicola da 35 millimetri, più una mezza dozzina di rullini da 120 (6 x 6), che aveva scattato in Inghilterra e durante la traversata. Una nota scritta di fretta diceva che l'azione era tutta nei 35 millimetri, che la battaglia era stata molto aspra, che lui era rientrato per sbaglio in Inghilterra con i feriti evacuati e stava facendo ritorno in Normandia. Braddy, il nostro capo laboratorio, diede la pellicola da sviluppare al giovane Dennis Banks. Il fotografo Hans Wild le diede un'occhiata quando era ancora bagnata e mi chiamò per dirmi che la pellicola, anche se granulosa, era fantastica. Replicai: Abbiamo bisogno dei provini a contatto – presto, presto, presto!. Pochi minuti dopo Dennis si precipitò nel mio ufficio facendo gli scalini due alla volta. Sono rovinate! Rovinate! singhiozzò. Le foto di Capa sono tutte rovinate! Incredulo, corsi con lui nella camera oscura, dove mi spiegò che aveva appeso la pellicola, come al solito, nell'armadietto di legno che fungeva da essiccatore, riscaldato da un fornello a spirale. Al mio ordine di fare in fretta, aveva chiuso la porta. Senza ventilazione, l'emulsione si era sciolta. Esaminai i quattro rullini, uno per volta."

Delle quattro pellicole giunte a destinazione infatti solo una minima parte di una si salvò. C'erano infatti solo undici fotogrammi, per giunta mossi e sgranati, che potevano essere utilizzati dalla redazione. Life pubblicò le immagini definendole leggermente fuori fuoco e attribuendone la causa alla paura del fotografo in quel momento che gli avrebbe fatto tremare la mano. Però fu proprio questa peculiarità ad essere apprezzata in quanto assunse un grande valore simbolico, segno di una vera documentazione partecipata.

### Joe Rosenthal
Joe Rosenthal (1911 – 2006) fu un fotografo statunitense. Fu un inviato da parte della AP (Associated
Press) durante la seconda guerra mondiale. La sua fotografia più apprezzata fu sicuramente Raising the Flag on Iwo Jima nella quale sono ritratti 6 soldati americani intenti ad issare la bandiera degli Stati Uniti d'America sulla sommità del monte Suribachi ad Iwo Jima, appena conquistata alla guarnigione giapponese.
Da subito questa fu considerata un'icona di patriottismo e di vittoria e fu proprio grazie a questa che Joe Rosenthal vinse, nel 1945, il Premio Pulitzer per la fotografia.

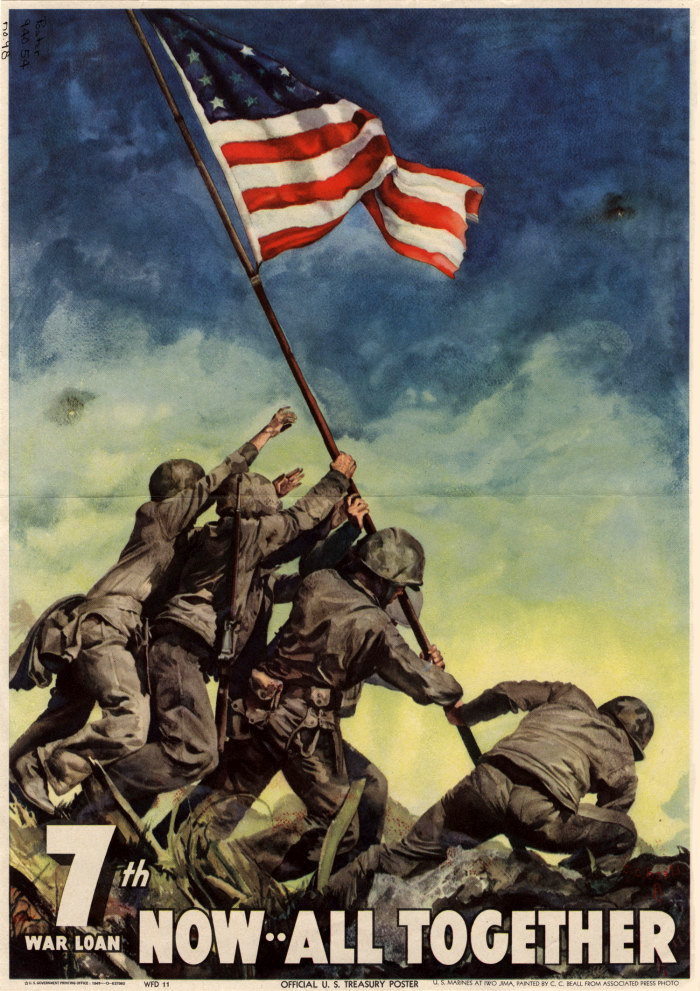
La foto ritratta su un poster a sostegno del settimo prestito di guerra richiesto dal governo statunitense; lo scatto originale era in bianco e nero.
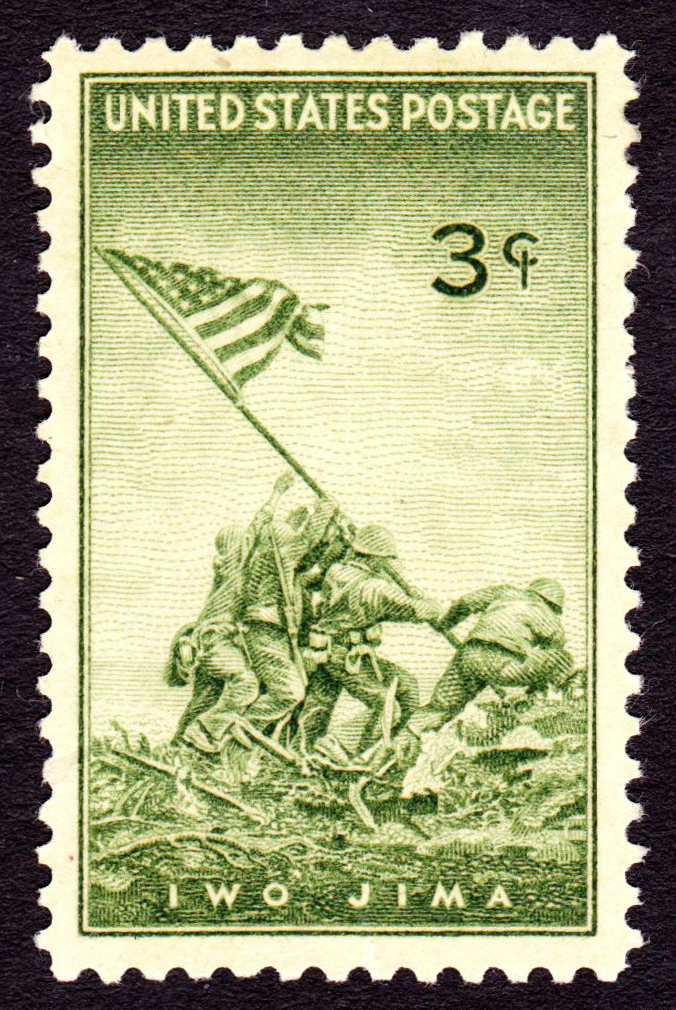
La foto riprodotta su un francobollo.
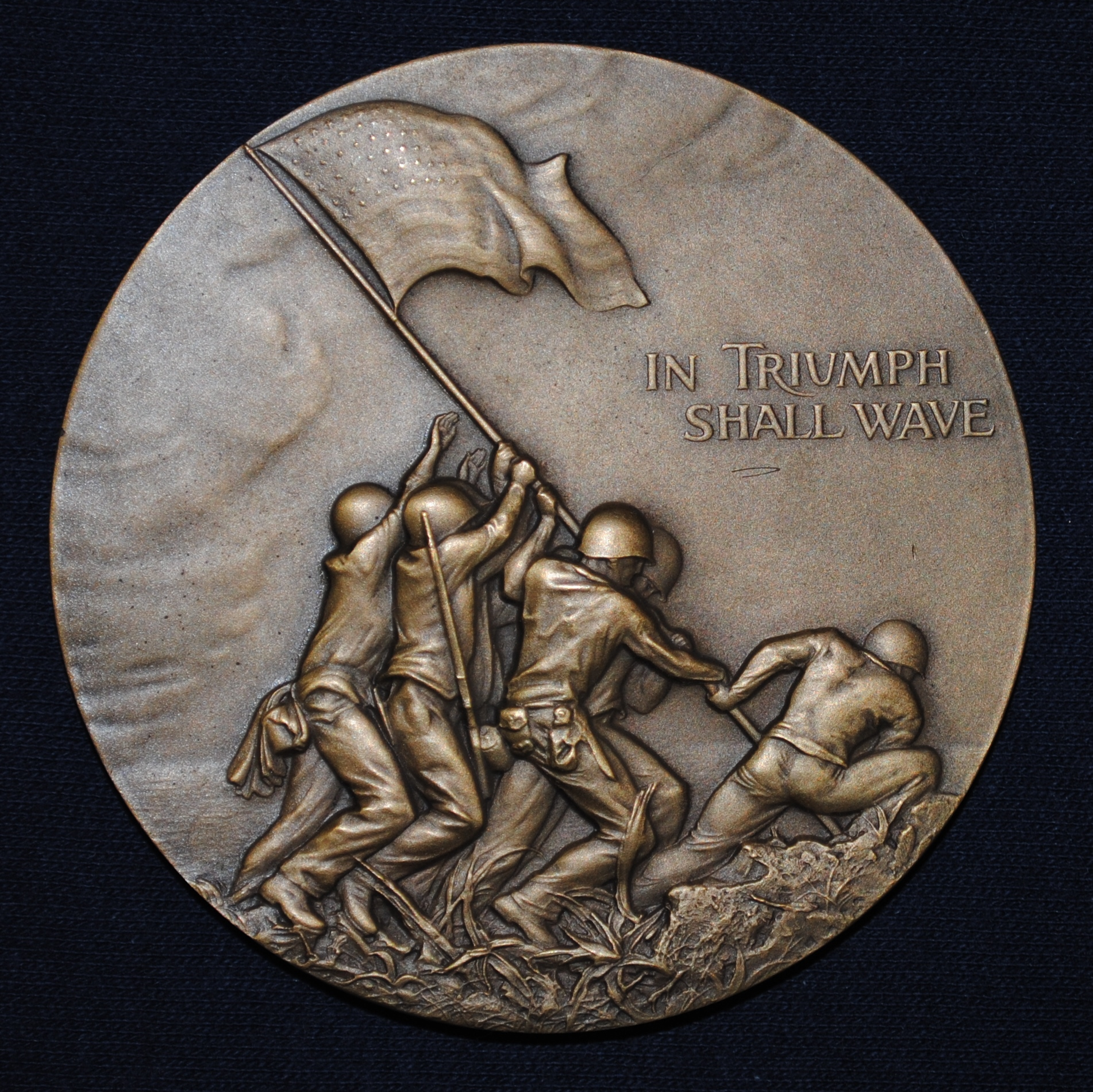
La foto riprodotta su una moneta.

### Larry Burrows
Larry Burrows nacque a Londra nel 1926. Nel 1961 fu assunto da Life come fotografo e nel 1962 fu inviato in Vietnam per documentare la Guerra del Vietnam (1961-1975).
Proprio in questi anni ci fu l'esplosione delle fotografie a colori che donavano maggior drammaticità specialmente alle immagini di guerra. Larry Burrows fu il primo a riuscire a dominare perfettamente questa innovazione e a farla propria arricchendo così il suo racconto di un realismo intenso e scioccante.
Per realizzare questo reportage, pubblicato da Life nel 1963, impiegò sei mesi. Burrows fotografò la sofferenza, il sangue, la sporcizia e molti altri elementi che secondo lui caratterizzarono quel conflitto con il fine di riportare il più fedelmente possibile al popolo e, più in generale, al mondo la sofferenza oltre che l'eroismo dei soldati americani. Una fotografia che descrive in pieno tutto ciò è Reaching Out nella quale il sergente Jeremiah Purdie (al centro con una benda intorno alla testa) protende le mani verso un compagno di guerra ferito ormai ricoperto fino al volto da fango. In una sola foto possiamo vedere tenerezza e terrore, desolazione e unità. Foto come questa contribuirono alla protesta da parte del popolo americano contro questa guerra.
Burrows si dedicò completamente al foto-giornalismo di guerra senza però affidarsi a nessuna agenzia, gestendo in prima persona la sua attività. Deciso a voler documentare l'attacco finale delle forze vietnamite del Sud nel Laos (denominata Operazione Lam Son 719), rimase vittima di un incidente: l'elicottero su cui volava, insieme ai fotografi Henri Huet, Kent Potter e Keisaburo Shimamoto fu abbattuto e si schiantò al suolo. Tutti i passeggeri persero la vita.

### Nick Út

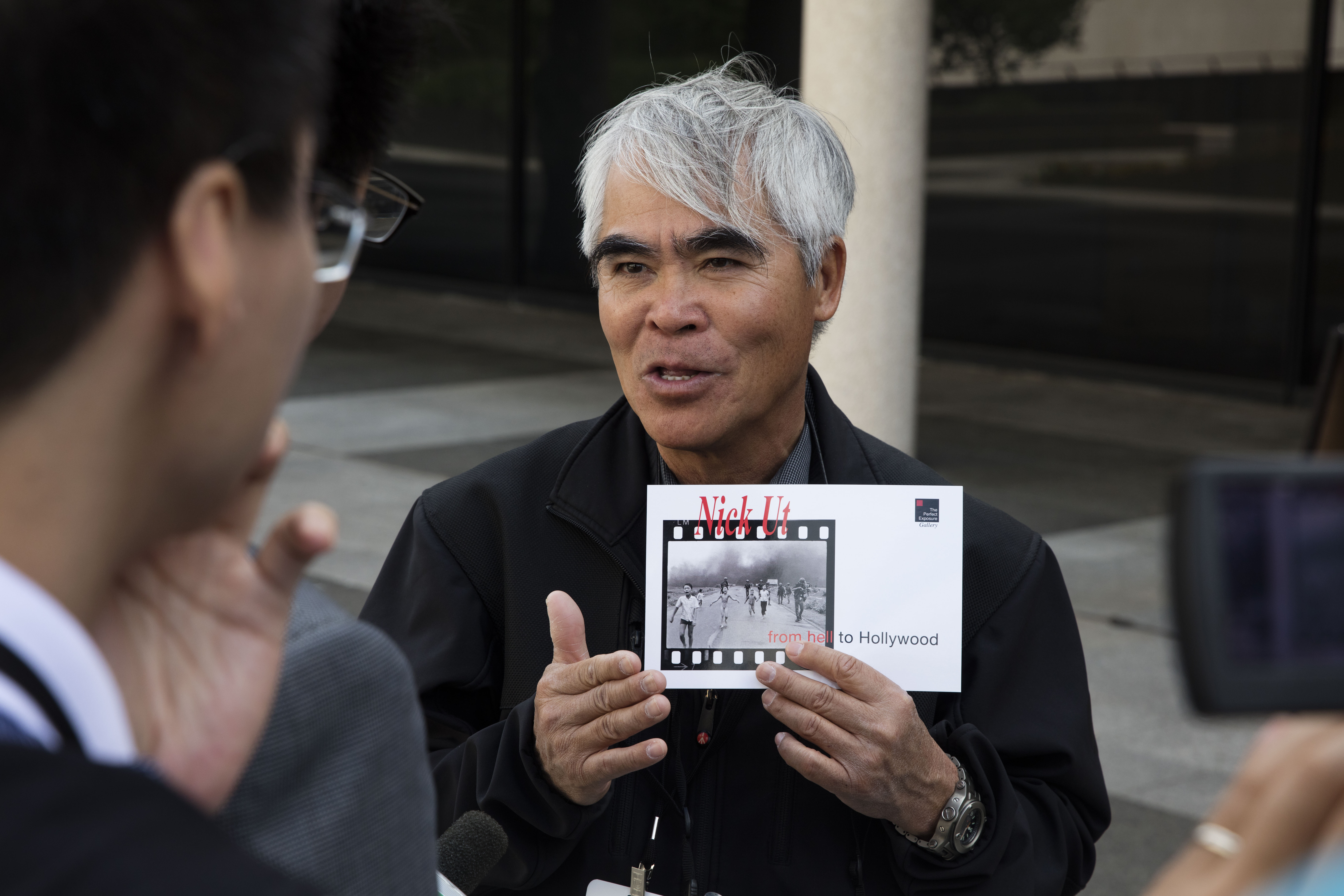
Nick Út con in mano la sua foto più celebre:"Napalm Girl"

Nick Út, pseudonimo di Huỳnh Công Út, è un fotografo vietnamita vincitore di un Premio Pulitzer per la fotografia.
Inizia già in giovane età a lavorare per l'Associated Press come fotografo, dopo la morte del fratello, anch'egli fotografo per la stessa agenzia. Viene ricordato grazie ad una foto in particolare, Napalm Girl, scattata l'8 giugno 1972 e scelta come World Press Photo of the Year. Lo scatto diviene, ben presto, un'icona della fotografia di guerra in generale e del conflitto del Vietnam in particolare.
Una bambina di 8 anni, Kim Phúc, insieme alla famiglia si era nascosta nei pressi del tempio Cao Dai per scappare dal conflitto tra forze nord e sud vietnamite. In quel momento però un elicottero sudvietnamita scaricò le sue bombe al napalm. I vestiti della bambina furono bruciati dall'esplosione e la pelle iniziò ad ustionarsi. La bimba, in preda al panico, scappò lungo la Highway 1, seguita dai fratelli, fino a svenire tra le braccia del fotografo; il quale poco prima riuscì a scattare alcune foto. Lo scenario è terribile. Alcuni bambini corrono in direzione del fotografo con sguardo terrorizzato e in lacrime; tra questi anche Kim Phuc ormai senza vestiti e in preda ai dolori per le ustioni riportate. Sullo sfondo una nube nera causata dai bombardamenti. In seguito allo scatto Nick Ut prese la bambina, la caricò su una jeep e la portò all'ospedale più vicino riuscendo a salvarla. Per questo suo gesto sarà ringraziato pubblicamente dalla stessa Kim Phuc 28 anni dopo a Londra davanti alla regina.